# Warder Clyde Allee
Warder Clyde Allee (ur. 5 czerwca 1885 k. Bloomingdale, Indiana, SA, zm. 18 marca 1955 w Gainesville, Floryda) – amerykański zoolog i ekolog, który udowodnił wpływ struktury skupiskowej populacji zwierząt na ich płodność, śmiertelność i przeżywanie formułując zasadę nazywaną zasadą Alleego; autor Principles of Animal Ecology (1949).

## Życiorys
Urodził się w stanie Indiana. Został wychowany jako kwakier w duchu pacyfizmu. Licencjat (stopień B.S.) uzyskał w Earlham College w Richmond (Indiana) w roku 1908, a magisterium (M.S.) w University of Chicago w roku 1910. Pracę doktorską wykonywał w tym samym uniwersytecie, pod opieką Ernesta Victora Shelforda, uzyskując doktorat w roku 1912.
W latach 1912–1921 pracował w University of Illinois (lata 1912–1913, instruktor botaniki), Williams College (1913–1914, instruktor zoologii), University of Oklahoma (lata, 1914–1915, adiunkt zoologii), Marine Biology Laboratory w Woods Hole, Massachusetts (lata 1914–1921, instruktor letni), Lake Forest College (lata 1915–192, profesor biologii). W roku 1921 otrzymał stanowisko adiunkta w University of Chicago. W latach 1925–1927 był dziekanem kolegium tego uniwersytetu, a w latach 1928–1950 – profesorem zoologii. W kolejnych latach (1950–1955) kierował wydziałem zoologii w University of Florida (Gainesville).
W roku 1938 przeszedł operację nowotworu kręgosłupa, po której był sparaliżowany od pasa w dół. Zmarł w Gainesville w marcu 1955 r.

## Badania naukowe
Prowadził badania naukowe w dziedzinie ekologii na początku XX w., w okresie, gdy Raymond Pearl i L. Reed (1920), A.J. Lotka (1925) i Vito Volterra, Eugene Odum i inni tworzyli podstawy tej nauki – np. nowoczesne definicje pojęć ekosystemu, równowagi ekologicznej lub modele wzrostu populacji w biocenozach. Jego bezpośredni opiekun naukowy w University of Chicago, Ernest Shelford, był twórcą zasady tolerancji ekologicznej. W.C. Allee zajmował się przede wszystkim badaniami wpływu przestrzennej struktury populacja na płodność, śmiertelność, rozrodczość i przeżywalność.
W ramach pracy doktorskiej badał stan ekologicznej równowagi w środowisku wodnym – wpływ rozpuszczonego tlenu, dwutlenku węgla i innych czynników na zachowanie małych bezkręgowców (Asellus communis) w stawach i strumieniach o różnej prędkości przepływu. Wykazał, że przystosowania osobników przenoszonych ze strumieni do stawów, i odwrotnie, do nowych warunków wykluczają dziedziczne pochodzenie zróżnicowań zachowania – zmiany zachowań są bezpośrednią odpowiedzią na zmiany w środowisku.
Po zakończeniu I wojny światowej zajął się badaniami populacji różniących się strukturami przestrzennymi (rozmieszczenia skupiskowe). Twierdził, że nieświadoma współpraca (protokooperacja), obserwowana w luźnych skupiskach bezkręgowców i innych zwierząt prostych, była punktem wyjścia do rozwoju złożonych zachowań kooperacyjnych, w tym zachowań społecznych charakterystycznych dla ludzi. W późniejszych latach (lata 30. XX w.) nawiązał współpracę z Alfredem Emersonem, badającym termity i inne owady społeczne i pod jego wpływem częściowo zmienił stanowisko w sprawie roli przystosowań ewolucyjnych. Wyrażał przekonanie, że wzrost zdolności gatunków do kooperacji i altruizmu był czynnikiem bardzo istotnym z punktu widzenia sukcesu populacji jako całości.
Poglądy Alleego, wyrażone w książce Principles of Animal Ecology (1949), zostały szybko przyćmione po wydaniu książki Eugene Oduma Fundamentals of Ecology (1950). Mimo uderzających różnic między stanowiskami obu ekologów, Odum zgodził się z Allee w sprawie znaczenia doboru grupowego i ewolucyjnego nagradzania zdolności do współpracy, nawet wśród bardzo prostych organizmów. W większym stopniu stanowisko Alleego podważył George C. Williams w książce Adaptation and Natural Selection (1966). Została ona dobrze przyjęta przez innych ekologów, jednak nadal odkrycie efektu ograniczenia rozwoju populacji zarówno przez przegęszczenie jak zagęszczenie zbyt małe uważa się za pionierskie (zasada Alleego).

## Publikacje (wybór)
Napisał prawie 200 artykułów naukowych i jest autorem kilkunastu książek (autorstwo i współautorstwo). Do najbardziej znanych należą książki:
1931 – Animal Aggregations: A Study in General Sociology, Chicago: University of Chicago Press
1938 – The Social Life of Animals, New York: Norton, 1938
1949 – Principles of Animal Ecology (pierwszy autor; współautorzy: Alfred E. Emerson, Orlando Park, Thomas Park i inni), Philadelphia: Saunders
1951 – Cooperation among Animals, with Human Implications. New York: Schuman

## Stowarzyszenia i wydawnictwa naukowe
Był przez niemal 30 lat (lata 1928–1954) redaktorem czasopisma Physiological Zoology. Należał do Ecological Society of America i American Society of Zoologists. Pełnił funkcję przewodniczącego obu stowarzyszeń – pierwszego w roku 1929 i drugiego w rok 1936.

## Pacyfizm
Pozostając zagorzałym pacyfistą aktywnie wspierał uchylających się od walki w I wojnie światowej, co spotkało się z krytyką (nawet prześladowaniem). W latach 40. XX w. Allee twierdził, że jego badania behawioralne wskazują na biologiczne podstawy wojen i konieczność współpracy. Nazwano to „etyką naturalistyczną”, a Allee został zaliczony do „społecznych uzdrowicieli”, głoszących opinie niezgodne ze stanowiskiem takich ekologów ekosystemu, jak Eugene Odum, przywiązujących większą uwagę do inżynierii środowiska, niż aspektów społecznych.

## Wyróżnienia
W 1940 r. otrzymał tytuł honorary LL.D. Earlham College w Richmond. W roku 1951 został wybrany do National Academy of Sciences.

## Upamiętnienie
- W roku 1957 National Academy of Sciences opublikowała Biographical Memoir: Karl Patterson Schmidt, Warder Clyde Allee 1885–1955; w pracy zamieszczono m.in. wykaz publikacji W. Alleego, a wszystkie prace są zarchiwizowane w Special Collections Research Center of the University of Chicago Library[4],
- Animal Behavior Society przyznaje studentom W.C. Allee's Award za najlepszą pracę etologiczną, prezentowaną na dorocznych spotkaniach[8],
- Biopsychological Research Building (940 East 57th Street, Chicago, IL 60637) nazwano W.C. Allee Laboratory of Animal Behavior[9],
- podstawowa ekologiczna zasada, dotycząca granic tolerancji ekologicznej organizmów, w tym wpływu struktury skupiskowej zwierząt na płodność, śmiertelność i przeżywanie osobników, została nazwana zasadą (regułą) Alleego[5][10][11].